# Groombridge 1830
Groombridge 1830 (CF Ursae Majoris / GJ 451) és un estel subnan groc-taronja en la constel·lació de l'Ossa Major, situada al nord-est d'Alula Borealis (ν Ursae Majoris) i Alula Australis (ξ Ursae Majoris). Es troba a 29,7 anys llum de distància del sistema solar. Va ser catalogada per Stephen Groombridge en la dècada de 1830 i el seu alt moviment propi va ser assenyalat per Friedrich Wilhelm Argelander en 1842.
Com correspon a un estel subnan, Groombridge 1830 és especialment tènue per al seu tipus espectral (G8). Amb una massa 0,6 de masses solars i un radi de 0,64 radis solars, la seva lluminositat suposa poc més del 19 % de la del Sol. Igual que l'Estrella de Kapteyn és un estel de l'halo galàctic; aquestes amb prou feines suposen entre el 0,1 i el 0,2 % dels estels més propers al Sol. Després de l'Estel de Barnard i del citat Estel de Kapteyn, Groombridge 1830 és l'estel que té un moviment propi més alt. En estar considerablement més lluny que ambdues significa que la seva velocitat transversal és major. De fet, és el Sol el que segueix el moviment de rotació de la galàxia al voltant del centre de la Via Làctia; els estels d'halo, com Goombridge 1830, no participen d'aquest moviment, romanent «quietes» i semblant que es mouen en direcció retrògrada a gran velocitat. Igual que altres estels d'halo, presenta una metal·licitat baixa, entre el 3 i el 10 % de la del Sol. Solen ser estels molt antics, i l'edat de Groombridge 1830 pot superar els 10 000 milions d'anys.
D'altra banda, s'han observat flamarades en Groombridge 1830, inicialment atribuïdes a un estel fulgurant acompanyant. Actualment s'atribueixen al propi estel, que sembla estar sola: correspondrien a un tipus d'erupcions observades en estels del tipus espectral F8 a G8, anomenades «superflamerades», per ser molt més intenses que les erupcions solars. Aquest tipus de flamarades s'han observat en estels anàlegs com κ¹ Ceti i π¹ Ursae Majoris.